# Kolomazke
Kolomazke (ukrainisch Коломацьке; russisch Коломацкое Kolomazkoje) ist ein Dorf im Südosten der ukrainischen Oblast Poltawa mit etwa 800 Einwohnern.

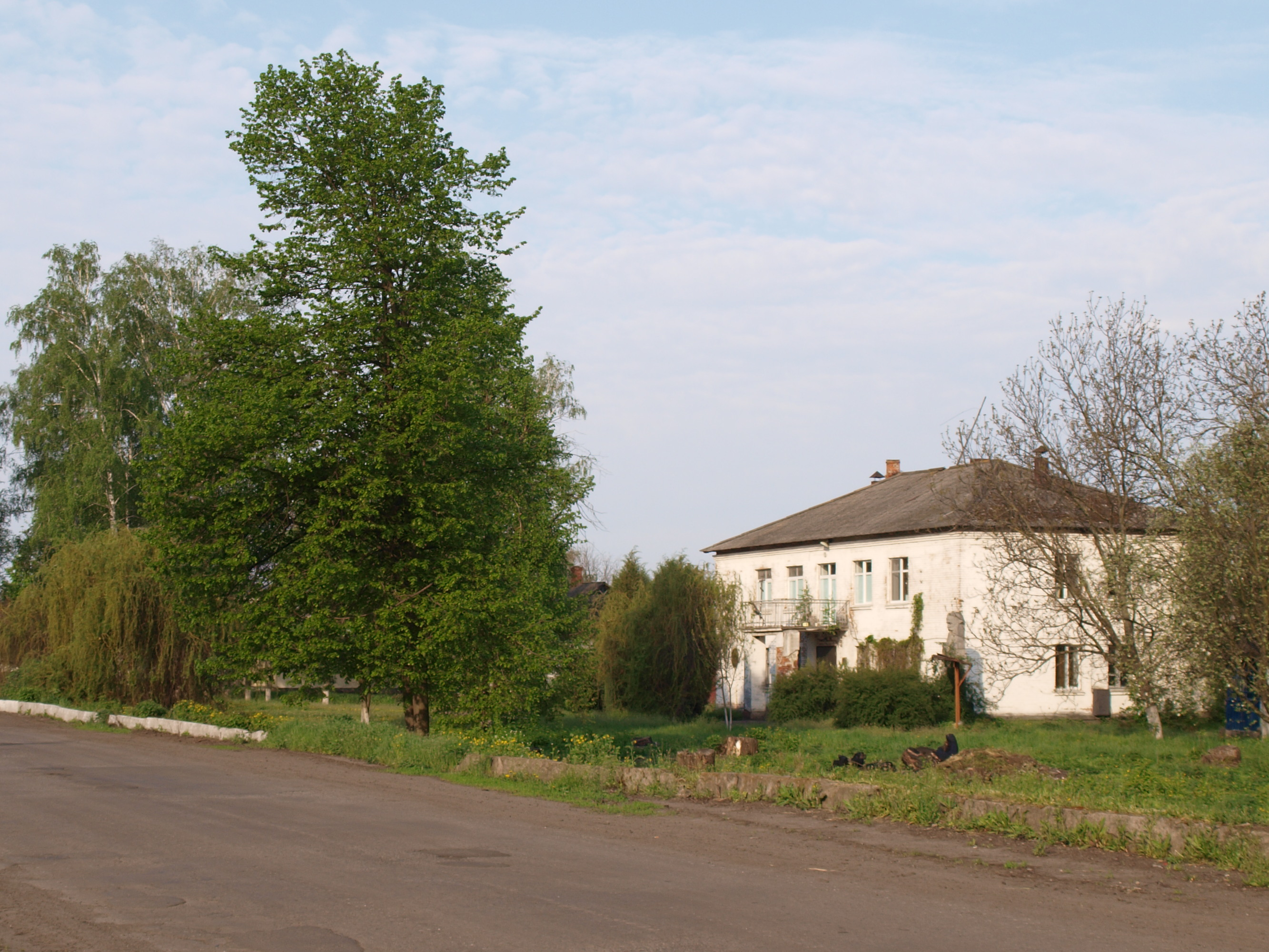
Gebäude im Ort

Das Dorf wurde Mitte des 18. Jahrhunderts gegründet und liegt nördlich der Autobahn M 03 sowie südlich des Flusses Kolomak, 16 Kilometer östlich der Rajons- und Oblasthauptstadt Poltawa.
Es trug zunächst den ukrainischen Namen Paraskowijiwka (Парасковіївка) und vom 20. Mai 1941  bis 12. Mai 2016 dann den ukrainischen Namen Kulykowe (Куликове) und wurde im Rahmen der Dekommunisierung in der Ukraine auf seinen historischen Namen rückbenannt.

## Verwaltungsgliederung
Am 8. Februar 2018 wurde das Dorf zum Zentrum der neugegründeten Landgemeinde Kolomazke (Коломацька сільська громада/Kolomazka silska hromada). Zu dieser zählten auch die 4 in der untenstehenden Tabelle aufgelisteten Dörfer, bis dahin bildete es zusammen mit den Dörfern Dudnykowe und Stepaniwka die gleichnamige Landratsgemeinde Kolomazke (Коломацька сільська рада/Kolomazka silska rada) im Osten des Rajons Poltawa.
Am 12. Juni 2020 kam noch die 5 Dörfer Oleksijiwka, Rubaniwka, Sonjatschne Sorja und Staryzkiwka sowie die Ansiedlung Stepne zum Gemeindegebiet.
Folgende Orte sind neben dem Hauptort Kolomazke Teil der Gemeinde:
| Name                     | Name          | Name                               |
| ukrainisch transkribiert | ukrainisch    | russisch                           |
| ------------------------ | ------------- | ---------------------------------- |
| Dudnykowe                | Дудникове     | Дудниково (Dudnykowo)              |
| Male Ladyschyne          | Мале Ладижине | Малое Ладыжино (Maloje Ladyschino) |
| Oleksijiwka              | Олексіївка    | Алексеевка (Aleksejewka)           |
| Rubaniwka                | Рубанівка     | Рубановка (Rubanowka)              |
| Sonjatschne              | Сонячне       | Солнечное (Solnetschnoje)          |
| Sorja                    | Зоря          | Заря (Sarja)                       |
| Staryzkiwka              | Старицьківка  | Старицковка (Starizkowka)          |
| Stepaniwka               | Степанівка    | Степановка (Stepanowka)            |
| Stepne                   | Степне        | Степное (Stepnoje)                 |
| Wassyliwka               | Василівка     | Василевка (Wassilewka)             |